# Nagou (Côte d'Ivoire)
Nagou  est une localité du nord de la Côte d'Ivoire, dans le département de Boundiali du district des Savanes. Elle se situe à 707 km d'Abidjan par la route.